# Herrnwahlthann
Herrnwahlthann (bis 1900 Thann) ist ein Pfarrdorf und Gemeindeteil der Gemeinde Hausen im niederbayerischen Landkreis Kelheim.

## Geographie
Das Pfarrdorf liegt etwa zwei Kilometer südwestlich des Hauptortes Hausen an der Bundesautobahn 93. Am südlichen Ortsrand tangiert der Esperbach (ein Zufluss des in die Donau mündenden Feckinger Bachs) den Gemeindeteil, der sich von dort aus nach Norden hin auf eine Anhöhe erstreckt, auf der auch die katholische Pfarrkirche St. Andreas liegt.

## Geschichte
Herrnwahlthann wurde erstmals 863/864 urkundlich als Tanna monachorum erwähnt, was so viel wie Siedlung von Mönchen am oder im Nadelwald bedeutet. Diesem Namen ist der Wortteil Thann entlehnt, der auch auf einer Landkarte von Philipp Apian aus dem Jahr 1560 zu finden ist. Der Wortteil Herrnwahl ist heute noch die Bezeichnung einer nahegelegenen Siedlung und geht auf die romanische Besiedlung des Gebietes durch die Walchen – so wurden die romanisierten Kelten von den Bajuwaren genannt – zurück. Die spätere Verlegung des Pfarrsitzes von Herrnwahl nach Thann ergab den Ortsnamen Herrnwahlthann.
Während der Napoleonischen Kriege trafen am 19. April 1809 in der Nähe des Ortsteils französisch-rheinbündische Soldaten auf österreichische Truppen und trugen die Schlacht bei Teugn-Hausen (auch „Schlacht bei Thann und Hausen“ genannt) aus, welche am Folgetag bei Abensberg fortgesetzt wurde.
Die 1818 mit dem bayerischen Gemeindeedikt gebildete Gemeinde Thann (ab 1900 Herrnwahlthann) mit den Teilorten Buch, Dietenhofen, Frauenwahl, Herrnwahl, Naffenhofen, Schafreut, Sippenau und Weinberg gehörte zum Landgerichtsbezirk Kelheim, dann zum Bezirksamt Kelheim und zuletzt zum Landkreis Kelheim. Am 1. Januar 1978 wurden im Zuge der Gebietsreform die Gemeinden Hausen, Herrnwahlthann und Großmuß zur Gemeinde Hausen zusammengelegt, die heute Mitglied der Verwaltungsgemeinschaft Langquaid ist.
In jüngster Zeit ist Herrnwahlthann durch diverse Neubaugebiete am nördlichen und östlichen Ortsrand stark gewachsen.

## Religion
Die Pfarrkirche St. Andreas in Herrnwahlthann ist Mittelpunkt der gleichnamigen römisch-katholischen Pfarrei. Es existieren Filialkirchen in Hausen und Großmuß sowie ein Benefizium in Mitterschneidhart.

## Vereine
- Freiwillige Feuerwehr Herrnwahlthann
- Gartenbauverein Großmuß-Herrnwahlthann
- Hundefreunde Herrnwahlthann
- Kriegerverein Herrnwahlthann
- Mostverein Herrnwahlthann
- TV Herrnwahlthann (v. a. für seine erfolgreiche Faustballabteilung bekannt)